# Obecný zmocněnec
Obecný zmocněnec je zástupce účastníka soudního nebo správního řízení, který není advokátem. Může jím být kterákoli fyzická osoba, i laik bez právního vzdělání, musí však být způsobilá řádného zastupování. Účastníka zastupuje na základě plné moci.
Laické zastupování nicméně není přípustné při obhajobě obviněného v trestním řízení, v řízení o dovolání, kasační stížnosti a také v řízení před Ústavním soudem. 
Zastupování obecným zmocněncem je navíc v rámci soudního řízení konstruováno jako „jednorázové“ či výjimečné, protože podle § 27 odst. 2 občanského soudního řádu soud nepřipustí zastoupení účastníka řízení osobou, která jako zástupce vystupuje v různých věcech opětovně. Kromě toho může být takové zastupování posuzováno podle § 251 trestního zákoníku i jako trestný čin neoprávněného podnikání, je-li provozováno ve větším rozsahu.